# 卢卡斯·托雷拉
盧卡斯·塞巴斯蒂安·托雷拉·迪帕斯夸（西班牙語：Lucas Sebastián Torreira Di Pascua，西班牙語發音：[ˈlukas toˈrejɾa]，1996年2月11日—），是一名烏拉圭職業足球員，現時效力土耳其足球超级联赛球會加拉塔沙雷。他也代表烏拉圭國家足球隊參賽。司職防守中場。

## 球會生涯

### 早期生涯
托雷拉於18 de Julio開始其職業生涯。2013年，他加入蒙得维的亚流浪者的青年隊，其後效力意大利球會佩斯卡拉的青年軍。

### 佩斯卡拉
於2014-15賽季開始前，托雷拉獲提升至一線隊。2014年10月25日，他首次獲列入比賽名單，但並沒有被派上場。2015年5月16日，托雷拉首次在聯賽上陣，對手為。他於比賽中出任正選，於第58分鐘被馬特奧·波利塔諾入替。托雷拉全季上陣5次，包括於升班附加賽上陣。

### 森多利亞
2015年7月1日，托雷拉以150萬歐元的價錢轉會至森多利亞，他隨即於7月2日被外借回佩斯卡拉，以增加一線隊經驗。8月9日，他於意大利盃對陣時攻入職業生涯首個入球，最終佩斯卡拉以2比0勝出，晉級至第3圈。托雷拉於外借期間於聯賽上陣26場，攻入3球。他亦於升班附加賽中上陣3次，攻入1球。
外借期完結後，托雷拉於2016年7月1日回到森多利亞。8月21日，他於客勝恩波利1比0的比賽中，首次於意甲上陣，並打滿全場。於2016-17賽季，托雷拉開始出任球隊的正選球員。
2017-18賽季，托雷拉於主勝基爾禾4比1的比賽中梅開二度，分別攻入1球自由球和遠射；他亦在主勝祖雲達斯3比2的比賽中攻入1球。

### 阿仙奴

#### 2018-19賽季

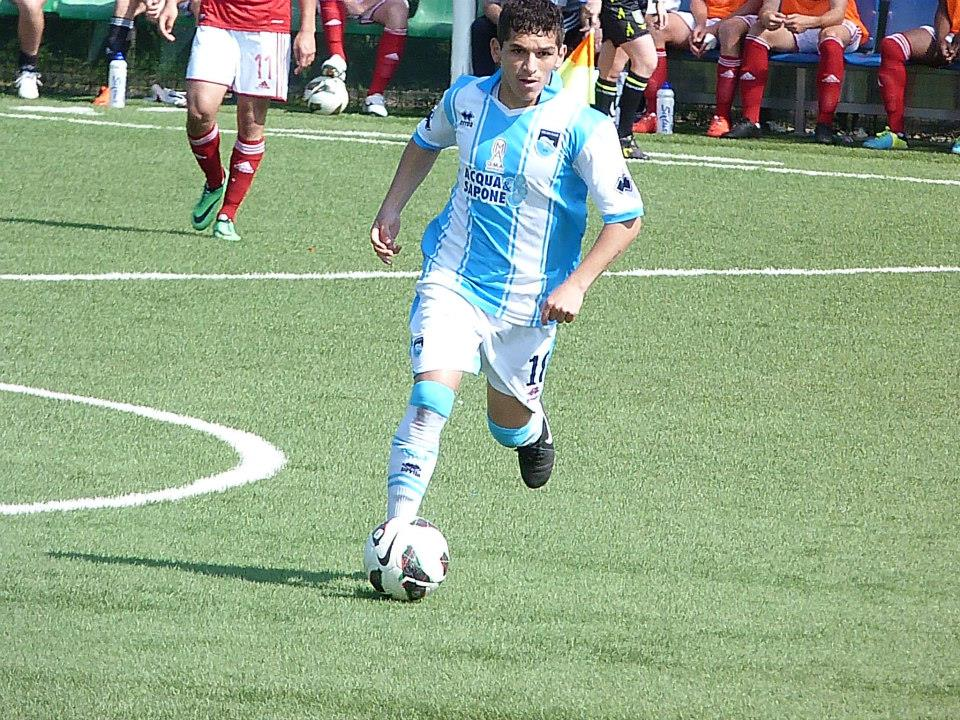
2014年，效力佩斯卡拉時的托雷拉

2018年7月11日，托雷拉轉會至英格蘭超級足球聯賽球隊阿仙奴，轉會費為2,640萬鎊，穿上11號球衣。8月12日，他於主負曼城0比2的比賽中，於第70分鐘後備入替，首次代表球隊上陣。12月2日，托雷拉在主勝托定咸熱刺4比2的比賽中，攻入轉會後首個入球，並於賽後獲得全場最佳球員的獎項。6天後，他在主勝哈德斯菲爾德1比0的比賽中，以倒掛攻入賽季的第2球，並再度獲得全場最佳球員的獎項。於聯賽次循環客和熱刺1比1的比賽中，托雷拉於比賽補時階段因侵犯，而被罰離場，首次拿下紅牌。阿仙奴向英格蘭足球總會提出上訴但不成功，他在對陣曼聯、纽卡斯尔联、和埃弗顿時缺陣。

#### 2019-20賽季
托雷拉於聯賽主勝般尼2比1的比賽中，首次於本賽季上陣。8月24日，他於客負利物浦1比3的比賽中，於第61分鐘後備入替，為球隊射入唯一的入球。

### 馬德里競技

#### 2020-21賽季
2020-21賽季，托雷拉被阿森纳借至西甲俱樂部马德里竞技。

### 佛罗伦萨

#### 2021-22賽季
2021-22賽季，托雷拉被阿森纳借至意甲俱樂部佛罗伦萨。

## 國家隊生涯
2018年3月，托雷拉首次獲烏拉圭國家足球隊徵召，參加中國盃。他於中國盃四強對陣捷克國家足球隊的比賽中，首次代表國家隊上陣。
2018年3月，托雷拉入選了烏拉圭隊參加2018年世界盃的初選名單，其後正式入選參加世界盃的23人名單。他於首2場分組賽後備入替，並於隨後3場的比賽中正選上陣，最終烏拉圭隊於八強被法國國家足球隊淘汰出局。

## 生涯統計

### 球會
截至2018年5月15日
| 球會     | 賽季        | 聯賽               | 聯賽 | 聯賽 | 盃賽 | 盃賽 | 洲際比賽 | 洲際比賽 | 其他 | 其他 | 總計 | 總計 |
| 球會     | 賽季        | 聯賽               | 出場 | 入球 | 出場 | 入球 | 出場     | 入球     | 出場 | 入球 | 出場 | 入球 |
| -------- | ----------- | ------------------ | ---- | ---- | ---- | ---- | -------- | -------- | ---- | ---- | ---- | ---- |
| 佩斯卡拉 | 2014-15賽季 | 意大利乙組足球聯賽 | 5    | 0    | 0    | 0    | —        | —        | 3    | 0    | 8    | 0    |
| 佩斯卡拉 | 2015-16賽季 | 意大利乙組足球聯賽 | 29   | 4    | 2    | 1    | —        | —        | 3    | 1    | 34   | 6    |
| 佩斯卡拉 | 總計        | 總計               | 34   | 4    | 2    | 1    | 0        | 0        | 6    | 1    | 42   | 6    |
| 森多利亞 | 2016-17賽季 | 意大利甲組足球聯賽 | 35   | 0    | 1    | 0    | —        | —        | —    | —    | 36   | 0    |
| 森多利亞 | 2017-18賽季 | 意大利甲組足球聯賽 | 36   | 4    | 2    | 0    | —        | —        | —    | —    | 38   | 4    |
| 森多利亞 | 總計        | 總計               | 71   | 4    | 3    | 0    | 0        | 0        | 0    | 0    | 74   | 4    |
| 阿仙奴   | 2018-19賽季 | 英格蘭超級足球聯賽 | 34   | 2    | 4    | 0    | 12       | 0        | —    | —    | 50   | 2    |
| 阿仙奴   | 2019-20賽季 | 英格蘭超級足球聯賽 | 29   | 1    | 4    | 1    | 6        | 0        | —    | —    | 39   | 2    |
| 阿仙奴   | 總計        | 總計               | 63   | 3    | 8    | 1    | 18       | 0        | —    | —    | 89   | 4    |
| 生涯總計 | 生涯總計    | 生涯總計           | 168  | 11   | 13   | 2    | 18       | 0        | 6    | 1    | 205  | 14   |

1 其他比賽包括意乙升班附加賽

### 國家隊上陣次數
截至2021年11月16日
| 烏拉圭國家足球隊 | 烏拉圭國家足球隊 | 烏拉圭國家足球隊 |
| 年份             | 出場             | 入球             |
| ---------------- | ---------------- | ---------------- |
| 2018             | 13               | 0                |
| 2019             | 10               | 0                |
| 2020             | 3                | 0                |
| 2021             | 9                | 0                |
| 總計             | 35               | 0                |

## 榮譽

### 球會
阿仙奴
- 英格蘭足總盃冠軍：2019-20賽季[23]
- 英格蘭社區盾冠軍：2020年[24]

 馬德里競技
- 西班牙足球甲级联赛冠軍：2020–21賽季[25]

## 外部連結
- Soccerway資料庫：卢卡斯·托雷拉